# Husrødstjert
Husrødstjerten (Phoenicurus ochruros) er en fugleart i familien fluesnappere. Den bliver 14 cm lang. Den er en udpræget byfugl og ikke særlig almindelig i Danmark, idet der yngler omkring 1000 par i landet. Fuglen kan observeres på havneområder og på byggepladser, hvor der er tømmer eller bygningsrør, ligesom den kan ses på høje bygninger, kraner, antenner eller kirketårne. Den opdages bedst omkring daggry.

## Ynglepladser
Husrødstjerten foretrækker at yngle i byområder, i havne- og industrikvarterer, på store gårde eller ved savværker. Det sker første gang i 1-års alderen og da den oprindelig er en klippefugl, anbringes reden oftest på- eller i høje bygningsværker. Fra begyndelsen af maj lægges 4-6 æg som udruges i løbet af to uger, hvorefter ungerne forlader reden efter yderligere 16 dage. Dette sker to gange årligt.

## Føde
Den lille byfugl er insektæder og fanger sit bytte i luften eller på jorden. Undtagelsesvis spiser den bær om efteråret. 

## Billeder
- Husrødstjert, underart gibraltariensis, unge, Polen
- Husrødstjert, underart gibraltariensis, Spanien
- Husrødstjert, underart rufiventris, Sector 38 West, Chandigarh, India
- Husrødstjert, underart rufiventris, Phase 7, Mohali, Punjab ,India
- Phoenicurus ochruros